# Ogifta par – en film som skiljer sig
Ogifta par – en film som skiljer sig är en svensk komedifilm från 1997 regisserad av Peter Dalle.

## Handling
Marie och David är ett minst sagt temperamentsfullt par, som har lite svårt att bestämma sig för om de vill leva tillsammans eller inte. De grälar och försonas om vartannat. Deras bästa vänner däremot, Sara och Samuel, lever i perfekt symbios med varandra, eller? Egentligen har de ett rätt så trist liv, och gör allt för att undvika konflikter som kan röra upp vardagen. I alla fall bestämmer de sig alla fyra för att åka och fira jul tillsammans i en stuga i Sälen...

## Rollista
- Peter Dalle – David
- Lena Endre – Marie
- Suzanne Reuter – Sara
- Johan Ulveson – Samuel
- Hans Henriksson – taxichaufför
- Kicki Bramberg – taxichaufför
- Nils Moritz – läkaren
- Ulf Kvensler – ljudteknikern
- Douglas Johansson – bartender
- Gösta Ekman – som sig själv